# Isterband
Isteband là một loại xúc xích trong ẩm thực Thụy Điển.
Nguyên liệu chính của isteband là thịt heo xay thô, lúa mạch và khoai tây. Nó được chế biến bằng cách lên men hoặc hun khói nhẹ giúp tạo ra hương vị đặc trưng. Isteband có thể được chiên bằng chảo hoặc nướng bằng lò vi sóng. 
Theo truyền thống, người ta thường dùng isteband với củ dền muối và khoai tây nghiền sốt kem nấu với thì là. Có nhiều loại Isterband chẳng hạn như "småländska isterband" từ vùng Småland, "syrliga isterband" có vị hơi chua và "lättisterband" với hàm lượng calo thấp. 